# Реалност
Реалност (от латински: realis, „действителен“) е философски термин с който се обозначава всичко, което съществува, или съвкупността от действително съществуващи обекти. Това е обективно съществуващата действителност и свят, както и явленията (физична реалност) в него които са конкретни, определени и определяеми, извън субективното възприятие.
Във философията терминът включва в себе си битието, тоест всичко което съществува в действителност. В едно по-точно обяснение – всичко, което е обективно и може да бъде възприето от сетивата, достъпно/разбираемо за науката, философията и различните видове анализ. Във физиката това е цялостната Вселена, видима и невидима.
Философските въпроси за природата на реалността, съществуването или битието са в центъра на онтологията, един от основните клонове на метафизиката в западната философска традиция. Онтологични въпроси се разглеждат и в други философски направления, като философията на науката, философията на религията, философията на математиката и философската логика. Такива въпроси са дали само физичните обекти са реални, дали реалността е в основата си нематериална, дали хипотетичните ненаблюдаеми предмети, предвиждани от научните теории, съществуват, дали Бог съществува, дали числата и други абстрактни обекти съществуват и дали възможните светове съществуват.

## Във философията
Философията разглежда две различни страни на проблема за реалността – природата на самата реалност и отношението между разума (както и езика и културата) и реалността.
Същевременно онтологията изучава битието и нейната централен обект на изследване се описва по различни начини – като битие, съществуване, „това, което е“ и реалност. Задачата на онтологията е да опише най-общите категории на реалността и как те си взаимодействат. Това е основата за позитивните философски дефиниции на реалността. Някои философи разграничават реалността от съществуването, а много съвременни аналитични философи избягват използването на термините „реален“ и „реалност“ в контекста на онтологията. За тези, които се отнасят към „реално е“ по същия начин, както към „съществува“, един от основните въпроси на аналитичната философия е дали съществуването (или реалността) е свойство на предметите. Широко прието от аналитичните философи е, че то не е свойство, но този възглед се оспорва от някои автори.
От друга страна, особено при дискусиите за обективността, както в метафизиката, така и в епистемологията, философското разглеждане на реалността често се свързва с начините, по които реалността е или не е зависима (конструирана) от съзнателни фактори, като възприятия, вярвания и други умствени състояния, както и от културни явления, като религия и идеология или цялостен светоглед.
Възгледът, че има реалност, независима от вярвания, усещания и други фактори на съзнанието, се нарича реализъм. По-конкретно някои философски теории говорят за реализъм относно даден въпрос, например реализъм относно универсалиите или реализъм относно външния свят. Като цяло, когато се приема, че за дадена категория предмети съществуването им или техните съществени свойства не зависят от възприятията, вярванията, езика или друг човешки фактор, може да се говори за реализъм относно тези предмети.
Може да се говори също и за антиреализъм относно дадени предмети. „Антиреализъм“ е само един от термините за възгледи, противопоставящи се на реализма. Сред ранните такива термини е „идеализъм“, според който реалността е в съзнанието или е резултат от неговите идеи. Според субективния идеализъм, развит от ирландеца Джордж Бъркли, възприеманите предмети са всъщност идеи на съзнанието. От тази гледна точка може да се каже, че реалността е „конструкция на ума“, макар че според самия Бъркли тези идеи се създават и координират от Бог.
През XX век възгледите, сходни с тези на Бъркли, се наричат феноменализъм. Те се отличават от идеализма на Бъркли главно с това, че според него съзнанията или душите не са просто идеи или съставени от идеи, докато някои направления на феноменализма, като това на Бъртранд Ръсел, отиват по-далеч, разглеждайки самото съзнание като набор от възприятия, спомени и други подобни и смятайки, че не съществува съзнание или душа над тези умствени събития.
Днес „антиреализъм“ е широко понятие, обхващащо всички възгледи, според които съществуването на дадени предмети зависи от съзнанието или от културни фактори. Възгледът, че външният свят е всъщност само обществено или културно явление, наричан социален конструкционизъм, е една от разновидностите на антиреализма. Културният релативизъм е възгледът, че обществените въпроси, като морала, не са абсолютни, а поне частично са културен продукт.
Природата на битието е основна тема на метафизиката от самото ѝ възникване. Така според Парменид реалността е единно и неизменно битие, докато за Хераклит всички неща се променят постоянно. В XX век Мартин Хайдегер смята, че предходните философи са изгубили смисъла на въпроса за битието за сметка на въпросите за съществуващите неща и затова е необходимо връщане към подхода на Парменид.
Някои философи съставят онтологични каталози, опити за изброяване на фундаменталните съставки на реалността. Въпросът за това дали съществуването е предикат, се обсъжда от ранното Ново време, често във връзка с онтологичния аргумент за съществуването на Бог. Съществуването, това, че нещо е, е противопоставяне на същността, въпросът какво е нещо. Тъй като съществуване без същност изглежда празно, то се свързва с нищото от философи като Георг Вилхелм Фридрих Хегел. Нихилизмът е крайно отрицателен възглед за битието, а теорията за абсолюта – крайно положителен.
Въпросът за прекия и непрекия реализъм се появява във философията на възприятията и философията на съзнанието в резултат на споровете за природата на съзнателния опит – от епистемологичния въпрос дали светът, който виждаме около нас, е самият реален свят или само вътрешно възприето копие на този свят, създадено от неврологичните процеси в мозъка. Прекият или наивен реализъм, създаден като алтернатива на непрекия или представителен реализъм (наричан също епистемологичен дуализъм), е възгледът, че съзнателният опит не е на самия реален свят, а на негово вътрешно представяне.

## Във физиката
Мултивселена е хипотетичното множество от всички възможни реално съществуващи паралелни вселени (включително и нашата), които взети заедно, съдържат всичко, което съществува – пространство, време, всички форми на материя, енергия, импулс и физичните закони и константи, които са в сила в тях. Терминът за първи път е въведен от Уилям Джеймс, американски философ и психолог, през 1895 година и след това популяризиран от писателя фантаст Майкъл Муркок.
Вместо мултивселена могат да се използват термините алтернативни вселени или алтернативни светове, алтернативна реалност, паралелни вселени или паралелни светове. Космологът Макс Тегмарк изказва предположение, че на всеки математически непротиворечив набор от физични закони съответства независима, но реално съществуваща вселена. Макар че това предположение не може да се подложи на експериментална проверка, то поне дава отговор на въпроса защо наблюдаваните физични закони и физични константи са именно това, което са. Според неговата таксономия съществуват нива, които са подредени така, че всяко следващо ниво съдържа предишните и гради върху тях.